# Parsifal (film)
Parsifal är en västtysk operafilm från 1982 i regi av Hans-Jürgen Syberberg. Filmen är en uppsättning av Parsifal av Richard Wagner, och handlar om riddaren Parsifals jakt efter den heliga graal. Filmen har ett drömlikt uttryck som varken liknar verkligheten eller en teaterscen. Den innehåller bland annat bildprojiceringar och marionettdockor, och vissa scener utspelar sig inför en jättelik dödsmask föreställande Wagner. Filmen innehåller många hänvisningar till tysk kultur och politik med anknytning till Wagner och Parsifal-legenden.
Filmen hade premiär 100 år efter operans urpremiär. Den visades utom tävlan vid filmfestivalen i Cannes 1982.

## Medverkande
- Armin Jordan som Amfortas
- Martin Sperr som Titurel
- Robert Lloyd som Gurnemanz
- Michael Kutter som Parsifal 1
- Karin Krick som Parsifal 2
- Aage Haugland som Klingsor
- Edith Clever som Kundry
- Rudolf Gabler som Graalriddare
- Urban von Klebelsberg som Graalriddare
- Bruno Romani-Versteeg som Graalriddare

## Tillkomst
När Hans-Jürgen Syberberg gjorde Parsifal hade han redan berört ämnet Richard Wagner i tre tidigare filmer: Ludvig – rekviem för en jungfrukonung från 1972, Winifred Wagner und die Geschichte des Hauses Wahnfried von 1914-1975 från 1975 och Hitler – en film från Tyskland från 1977. Winifred Wagner hade rört upp känslor hos Wagners efterlevande, vilket föranledde att Syberberg inte fick tillåtelse att använda befintliga inspelningar som ljudspår till filmen. Istället arrangerades en särskild uppsättning med Armin Jordan som dirigent. Filmen spelades in under 35 dagar helt i studiomiljö, i Bavaria Atelier i München. Budgeten var drygt tre miljoner D-mark.